# 山ノ井農村公園
山ノ井農村公園（やまのいのうそんこうえん）は、福島県郡山市片平町にある公園である。うねめ公園の別名でも知られる。

## 概要

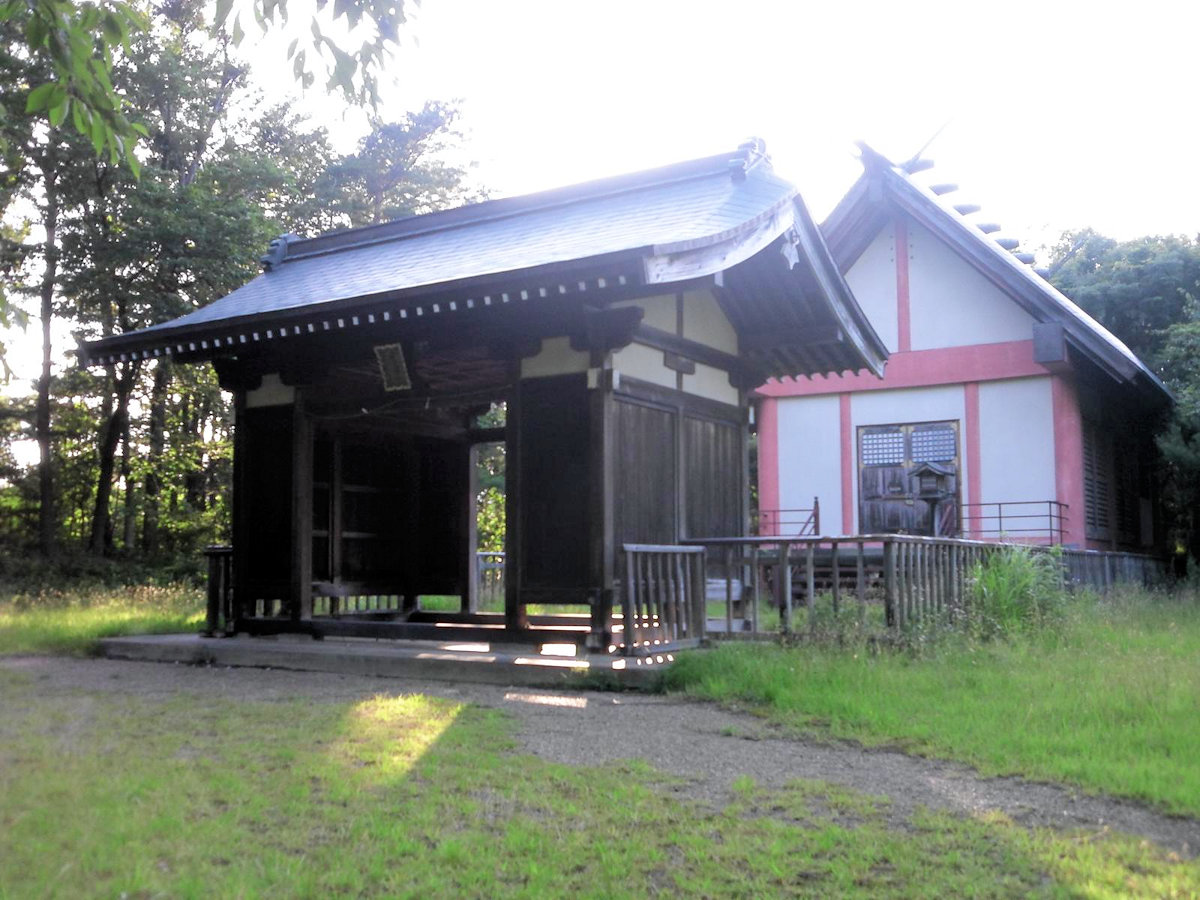
園内にある采女神社

郡山うねめまつりの元となった「采女（うねめ）物語」の舞台として知られており、園内には春姫が亡き恋人を追って身を投げたと伝わる「山ノ井清水」や、春姫を祀る「采女神社」等がある。
また、山ノ井清水は万葉集に残された歌「安積香山影さへ見ゆる山の井の浅き心を吾が思はなくに」の「山の井」であると伝えられ、歌碑が立てられている。
（ただし、安積山、山ノ井は日和田町の安積山公園にあるものを示すという説もある）
郡山市の観光用パンフレットなどではカタクリの花が楽しめる場所として紹介されている。また、近くの集落から公園に続く道沿いには、数多くの紫陽花が植えられている他、庭園内の池には蓮や花菖蒲が植えられ、シーズン中にはこれらの花を楽しむことができる。
2011年には条例で郡山市の「農村公園」に指定され、園内の丘の一部は「千枚田」として整備されている。

## うねめ供養祭
郡山うねめまつりの初日に公園内で行われる。奈良市長やミス奈良を招いて園内の采女神社で供養祭が行なわれ、庭園の池には亀が放流される。